# Samuel Migaľ
Samuel Migaľ (* 30. června 1982 Košice) je slovenský politik, bývalý televizní reportér a moderátor, od března 2025 ministr investic, regionálního rozvoje a informatizace SR ve čtvrté vládě Roberta Fica za stranu SMER-SD.

## Politická kariéra
V parlamentních volbách v roce 2023 se stal náhradníkem za stranu HLAS-SD a po nástupu Denisy Sakové do ministerské funkce se místo ní ujal poslaneckého mandátu v NR SR.
Před vstupem do politiky byl televizním reportérem a moderátorem. Koncem ledna 2025 byl ze strany HLAS-SD spolu s Radomírem Šalitrošem vyloučen,
oba poslanci se však po několika týdnech vyjednávání rozhodli dále podporovat 
čtvrtou vládu Roberta Fica. V březnu téhož roku byl za SMER-SD jmenován ministrem investic, regionálního rozvoje a informatizace. Prezident Peter Pellegrini, bývalý předseda HLASu-SD, jej při jmenování do funkce nepřímo kritizoval, když uvedl, že nemá potřebné zkušenosti pro vedení resortu a ministrem jej jmenuje jen na základě politických dohod.